# آب‌انبار کاروانسرای شاه عباسی
آب‌انبار کاروانسرای شاه عباسی ایوانکی مربوط به سده‌های میانه و متاخر دوران‌های تاریخی پس از اسلام است و در شهرستان گرمسار، بخش ایوانکی، شهر ایوانکی، شرق کاروانسرای شاه عباسی واقع شده و این اثر در تاریخ ۲۶ اسفند ۱۳۸۷ با شمارهٔ ثبت ۲۶۱۲۹ به‌عنوان یکی از آثار ملی ایران به ثبت رسیده‌است.

## وضعیت کنونی
متأسفانه به علت کم توجهی، این مکان به شدت در حال تخریب و نابودی است.